# Eisernhardt
Die Eisernhardt ist ein 482,3 m hoher Berg im südlichen Siegener Stadtgebiet in der Gemarkung von Eisern.

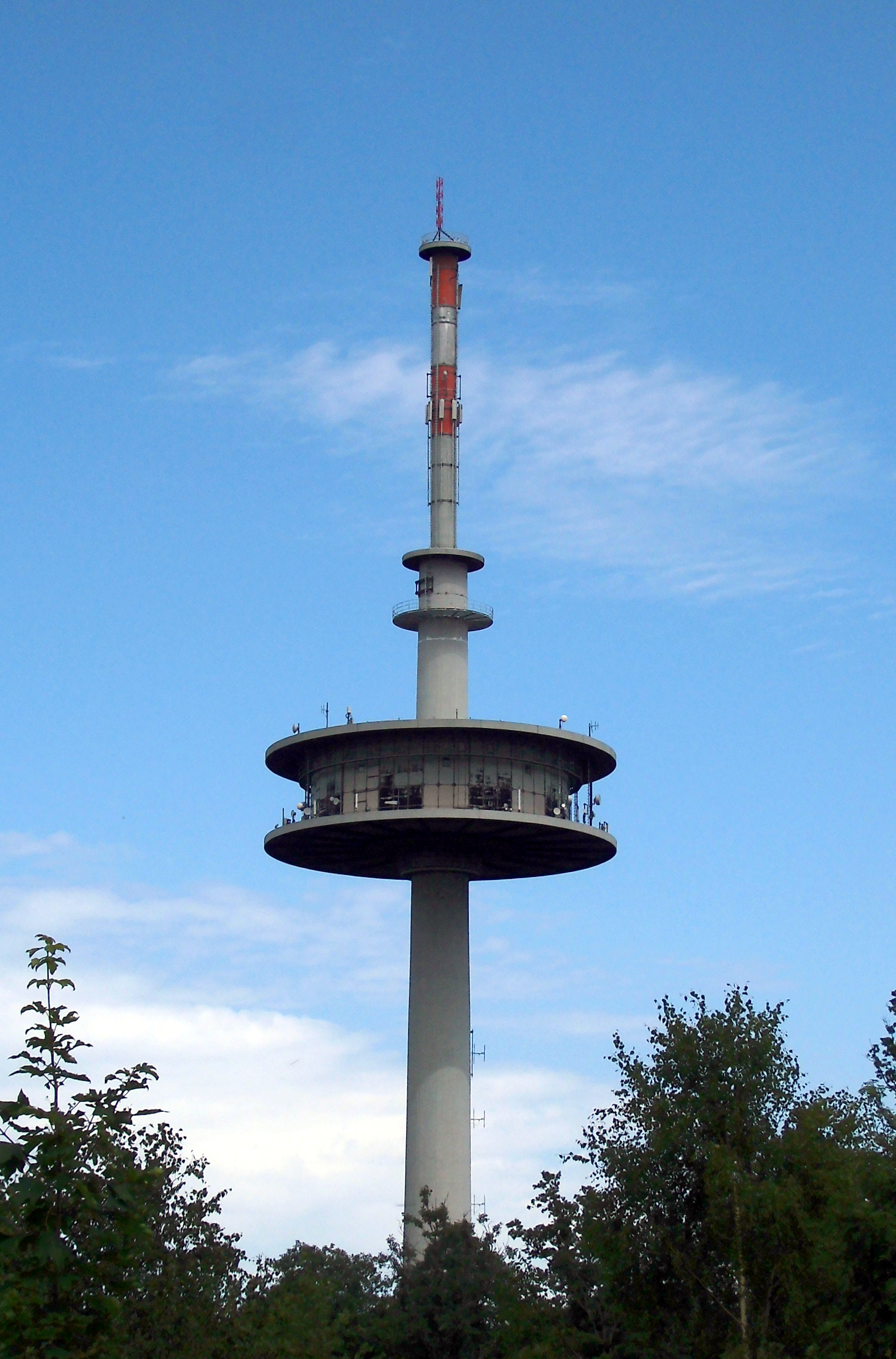
Sender Siegen-Süd

Der Berg liegt nördlich des Ortes Eisern, westlich von Obersdorf, südlich von Siegen selbst und östlich von Eiserfeld. Der nächstgelegene Berg ist der Gilberg westnordwestlich der Eisernhardt.
Am Berg entspringt der Minnerbach, der durch Hengsbach in Richtung Siegtal fließt.
Südlich des Berges verläuft die Bundesautobahn 45, deren südwestlich gelegene Abfahrt „Siegen-Süd“ (ehemals „Eisern“) nördlich am Berg vorbei durch das Leimbachtal ins Siegener Zentrum führt.

## Funkturm und Fluggelände
Der Fernmeldeturm Siegen-Süd, der sich auf der Eisernhardt auf 462,4 m befindet, ist weithin sichtbar. Von hier aus werden Mobilfunk und DAB+ (Digitales Radio) gesendet. Zuletzt wurde am 14. Dezember 2015 der DAB+ Betrieb für das Digitalradio Deutschland (Bundesmux) in Betrieb genommen. Seitdem sind 13 bundesweite Hörfunkprogramme (u. a. Absolut Relax, Schwarzwaldradio, Radio Schlagerparadies, Sunshine Live, Radio BOB, Energy, Klassik Radio, Radio Horeb, ERF Plus sowie die Programme von Deutschlandradio: Deutschlandfunk, DLF Nova, DLF Kultur und Dradio Dokumente und Debatten) in der Stadt Siegen, weiten Teilen des Siegerlandes sowie bis in den Kreis Olpe und dem angrenzenden Kreis Altenkirchen in Rheinland-Pfalz zu empfangen. Da der Sender mit 10 kW ausstrahlt, besteht ein überdurchschnittlich guter Empfang nicht nur auf den Höhenkämmen der Mittelgebirgslandschaft, sondern auch in den Tälern kann oftmals ein guter „Indoor“ - Empfang innerhalb von Gebäuden erreicht werden.
Schon seit 1934 wird auf dem Eisernhardt Segelflug betrieben. Der Flugplatz befindet sich zwischen dem Berg und dem Gilberg. Der dort ansässige Segelflugverein wurde bereits 1930 gegründet.

## Bergbau
Der Berg weist zahlreiche alte Gruben auf, deren Übertageanlagen größtenteils verschwunden sind. Gruben am Berg waren zum Beispiel Glücksbrunnen oder Eiserne Krone, die Anfang des 19. Jahrhunderts in Betrieb waren. Glücksbrunnen sowie die Grube Hohler Stein, die ab 1655 in Betrieb war und einen 175 m tiefen Schacht besaß, gehörten zur Grube Eiserner Union. Die Grube war die größte am Berg selbst und entstand 1887 aus mehreren Kleinbetrieben. 1925 wurde sie stillgelegt. Mit fast 790 m gehört sie zu den tieferen Gruben im Eiserner Gebiet.
Die Grube Stracke Birke wurde 1768 gegründet und lag am südlichen Fuße des Berges. Sie gehörte zum Betrieb Eisernhardter Tiefbau, die größte Grube und ebenfalls unterhalb des Berges. In den Jahren 2006 und 2008 wurden die Stolleneingänge der Gruben Neues Glücksrad (Sommer/Herbst 2006) und Altes Glücksrad (Frühjahr 2008) freigelegt, die Mundlöcher restauriert und so für die Nachwelt erhalten. Im Siegener Bereich des Berges gab es die Grube Martinshardt, sie war zwischen 1872 und 1957 in Betrieb. Der Schacht der Grube wurde 1920 angelegt und erreichte 310 m Teufe.
Der Altbergbau war auch hier vertreten, neben den genannten Gruben gibt es noch diverse Pingen und Pingenzüge am Berg zu entdecken.

## Wandern
Im Zeitraum von 2005 bis 2016 wurde rund um die Eisernhardt ein Wanderweg mit 26 Stationen angelegt, der Interessierten die Relikte des frühzeitlichen Bergbaus in dieser Region näher bringen möchte. Neben der Darstellung eines Haspelschachtes, eines Lochsteines zur Festlegung von Grubenfeldgrenzen und Informationen zum Aufbau der hiesigen Entwicklung von Bergwerken, wurden auch einige Stollen wieder geöffnet und gesichert, um dem interessierten Besucher Einsicht zu gewähren und dem Fledermausschutz zu dienen. Alle Stationen sind mit Beschreibungen auf Infotafeln versehen und gut zugänglich.